# Heike Beier
Heike Beier (Berlino, 9 dicembre 1983) è un'ex pallavolista tedesca, di ruolo schiacciatrice.

## Carriera
Nel 1993 Heike Beier entra a far parte della squadra giovanile dell'Olympia Berlino; l'anno successivo passa al VC Olympia Pirna, squadra con la quale inizia la sua attività da professionista. Nel 2001 si trasferisce a Dresda nel Dresdner Sportclub 1898, militante nella serie A tedesca: con la squadra sassone vince, la Supercoppa 2001, la Coppa di Germania 2001-02 e lo scudetto 2006-07. Sono questi anche gli anni delle sue prime comparse nella nazionale tedesca.
Nella stagione 2008-09 viene ingaggiata dalla River Volley, in serie A2 con la quale conquista, fine campionato, la promozione in serie A1. Nel 2009 vince la prima medaglia con la nazionale, un bronzo al World Grand Prix. Nella stagione 2009-10 rimane legata alla squadra piacentina disputando il suo primo campionato di serie A1, chiudendo al penultimo posto e retrocedendo in serie A2.
Nella stagione 2010-11 va a giocare nel campionato russo tra le file del Volejbol'nyj klub Leningradka, ma a metà campionato ritorna in Italia, nuovamente nella squadra di Piacenza.
Nella stagione 2011-12, viene ingaggiata dal Cuatto Volley Giaveno, in serie A2, club con il quale ottiene la promozione in Serie A1; tuttavia nella stagione successiva resta in serie cadetta, vestendo la maglia del Volleyball Casalmaggiore; con la nazionale vince la medaglia d'oro all'European League 2013 e quella d'argento al campionato europeo 2013.
Nella stagione 2013-14 passa al Bialski Klub Sportowy di Bielsko-Biała, nella Liga Siatkówki Kobiet, con cui disputa due campionati, per poi essere ingaggiata nella stagione 2015-16 dal Budowlani Łódź Sportowa, sempre in Polonia: al termine dell'stagione 2016-17 annuncia il suo ritiro dall'attività agonistica.

## Palmarès

### Club
- Campionato tedesco: 1

2006-07
- Coppa di Germania: 1

2001-02
- Supercoppa tedesca: 1

2001

### Nazionale (competizioni minori)
- European League 2013
- Montreux Volley Masters 2014